# Cái Chết Đen

Cái Chết Đen lan rộng ở châu Âu và vùng Cận Đông (1346-1353)

Cái Chết Đen là một đại dịch xảy ra ở châu Á và châu Âu trong thế kỷ XIV, mà đỉnh điểm là ở châu Âu trong 1346-1351, với số lượng người chết ở châu Âu và châu Á khoảng 75–200 triệu người. Bệnh dịch Cái Chết Đen được coi là một trong những đại dịch chết chóc nhất trong lịch sử nhân loại, ước tính nạn dịch này đã giết chết 30% - 60% dân số của châu Âu (tương đương 25 - 50 triệu người) và giảm dân số toàn cầu từ khoảng 450 triệu người xuống còn 350 - 375 triệu người vào năm 1400.
Quan điểm truyền thống cho rằng nguyên nhân của đại dịch này là sự bùng phát của bệnh dịch hạch gây ra bởi vi khuẩn Yersinia pestis tuy nhiên cho đến thời gian gần đây đã có những ý kiến nghi ngờ quan điểm này. Địa điểm bùng phát của Cái Chết Đen thường được cho là ở Trung Á sau đó căn bệnh này nhiều khả năng thông qua loài chuột trên các tàu buôn mà lan đến bán đảo Krym vào năm 1346 rồi xâm nhập vào vùng Địa Trung Hải và châu Âu. Sự tàn phá khủng khiếp của Cái Chết Đen đã dẫn đến nhiều thay đổi lớn trong xã hội châu Âu như việc ra đời của nhiều tôn giáo mới hay sự chuyển đổi về cơ bản của kinh tế và xã hội châu Âu, tạo ra những ảnh hưởng sâu sắc tới tiến trình lịch sử của châu lục này.
Ước tính châu Âu đã phải mất tới 150 năm để phục hồi dân số như trước thời gian đại dịch, sau này dịch hạch còn nhiều lần bùng phát trở lại tại đây và nó chỉ biến mất vào thế kỷ XIX.

## Tổng quan

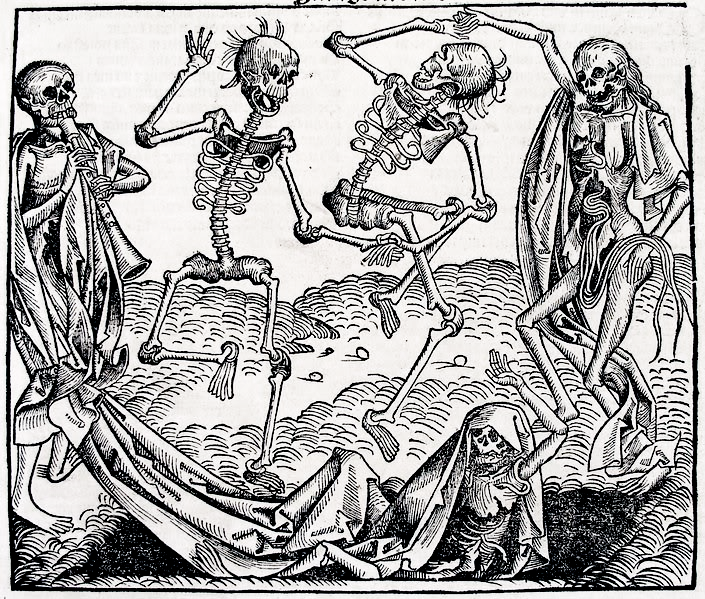
Lấy cảm hứng từ cái Chết Đen, Điệu nhảy tử thần là một chủ đề thường thấy trong hội họa châu Âu cuối thời Trung Cổ.

Cái Chết Đen được chia làm 3 nhóm: Dịch hạch thể bạch huyết, dịch hạch thể phổi và dịch hạch thể nhiễm trùng huyết (gây tỉ lệ tử vong cao nhất). Vào đầu thế kỷ XX, các nhà khoa học thống nhất rằng Cái Chết Đen có nguyên nhân là sự bùng phát của căn bệnh gây ra bởi vi khuẩn Yersinia pestis và lây lan thông qua loài bọ chét sống trên chuột đen (Rattus rattus). Một khi đã bị nhiễm vi khuẩn, bệnh nhân được ước tính là chỉ có thể sống sót trong vòng 60 - 180 giờ. Tuy nhiên thời gian gần đây quan điểm truyền thống về Cái Chết Đen đã bị nhiều học giả đặt câu hỏi nghi ngờ, một số người dựa vào những ghi chép dịch tễ học trong các tài liệu sử học đương thời đã cho rằng đây thực chất là bệnh sốt xuất huyết.
Về nguồn gốc của đại dịch, một số nhà sử học cho rằng Cái Chết Đen bắt nguồn từ Trung Quốc hoặc Trung Á (ví dụ vùng hồ Issyk-Kul) cụ thể là từ phổi loài macmot châu Mỹ rồi truyền tới chuột thông qua bọ chét và cuối cùng tới con người. Trong khoảng cuối thập niên 1320 hoặc thập niên 1330, các thương gia và binh lính đã mang căn bệnh này tới bán đảo Krym ở Đông Nam Âu theo con đường tơ lụa. Một số nhà khoa học lại đưa ra giả thuyết rằng đại dịch bùng nổ ở chính khu vực này. Trong cả hai trường hợp thì dịch hạch đều đã từ Krym lan đi khắp Bắc Âu, Tây Âu và Bắc Phi trong thập niên 1340.
Tổng cộng đã có khoảng 75 triệu người chết vì đại dịch, trong đó khoảng 25 - 50 triệu là dân số châu Âu. Như vậy Cái Chết Đen là thủ phạm gây ra cái chết của khoảng 30 - 60% dân số châu lục này. Rất có thể đại dịch này đã làm dân số thế giới tụt từ khoảng 450 triệu xuống còn 350 - 375 triệu người vào năm 1400.
Người ta cho rằng cứ sau vài thế hệ dân số thì dịch hạch lại quay trở lại với mức độ hủy diệt khác nhau cho tới tận thế kỷ XVII. Tổng cộng trong giai đoạn này đã có trên 100 đại dịch dịch hạch quét qua châu Âu, ví dụ đại dịch năm 1603 đã cướp đi 38.000 mạng người chỉ tính riêng ở Luân Đôn, Anh. Các đại dịch đáng chú ý khác có thể kể tới Đại dịch dịch hạch ở Ý (1629-1631), Đại dịch dịch hạch ở Sevilla (1647-1652) hay Đại dịch dịch hạch ở Luân Đôn (1665-1666) và Đại dịch địch hạch ở Viên (1679). Mặc dù vẫn còn nhiều tranh cãi về căn bệnh thực sự gây ra đại dịch nhưng nhìn chung đại dịch dịch hạch dần biến mất khỏi châu Âu vào thế kỷ XIX với các lần đại dịch cuối cùng là Đại dịch dịch hạch ở Marseille (1720-1722), Đại dịch dịch hạch 1738 và Đại dịch dịch hạch ở Nga (1770-1772).
Cái Chết Đen vào thế kỷ XIV đã làm thay đổi về cơ bản cấu trúc xã hội châu Âu, một số giả thuyết cho rằng nó chính là một cú đấm mạnh vào uy tín của Nhà thờ Công giáo, đồng thời gây ra làn sóng khủng bố các nhóm dân thiểu số ở châu Âu như người Do Thái, người nước ngoài, người ăn xin và người bị bệnh phong. Nỗi lo sợ trước căn bệnh chết người có thể đến bất cứ lúc nào đã dẫn tới sự hình thành của trào lưu "sống gấp" trong những người sống sót mà Giovanni Boccaccio đã miêu tả rất thành công với tác phẩm Mười ngày (1353).

## Lịch sử lây lan

Quá trình lây lan từ 1346 đến 1351.

Dịch hạch, căn bệnh được cho là do vi khuẩn Yersinia pestis gây ra, là một dịch bệnh động vật (còn tồn tại cho đến ngày nay) phổ biến cục bộ trong bộ Gặm nhấm sống trên mặt đất, đặc biệt là trong loài macmot châu Mỹ ở Trung Á, tuy vậy người ta vẫn chưa xác định được rõ ràng địa điểm bùng phát của nạn dịch. Mặc dù thuyết phổ biến đặt địa điểm phát dịch ở vùng thảo nguyên Trung Á nhưng một số học giả lại cho rằng nó bắt nguồn từ miền Bắc Ấn Độ và một số khác, ví dụ nhà sử học Michael W. Dols, lại dựa vào bằng chứng lịch sử liên quan đến đại dịch đã khẳng định rằng Cái Chết Đen bắt nguồn từ châu Phi, sau đó mới lan sang Trung Á và gây ra dịch trong quần thể gặm nhấm.
Dù thế nào thì chính từ Trung Á, dịch hạch đã được truyền sang phía Đông và phía Tây thông qua các giao dịch trên con đường tơ lụa và các chiến dịch quân sự của quân đội Mông Cổ. Ghi chép đầu tiên về sự xuất hiện của căn bệnh này ở châu Âu là vào năm 1347 tại thành phố Caffa trên bán đảo Krym. Trong cuộc vây hãm kéo dài tại đây, quân đội Mông Cổ do Jani Beg chỉ huy đã mắc dịch hạch và họ quyết định dùng máy bắn đá ném các xác chết nhiễm bệnh vào thành phố để gây bệnh cho dân trong thành. Các nhà buôn Genova ở đây sau khi thoát ra đã mang theo luôn căn bệnh về đảo Sicilia và khu vực Nam Âu, nơi dịch hạch bắt đầu thực sự thành đại dịch.
Tạm gác một bên độ chính xác của giả thiết này thì cũng phải thừa nhận rằng các điều kiện có sẵn như chiến tranh, nạn đói và thời tiết đã khiến đại dịch dịch hạch càng trở nên khủng khiếp. Tại Trung Quốc, cuộc tấn công nhà Tống của quân đội Mông Cổ đã làm gián đoạn nền nông nghiệp và thương nghiệp ở khu vực này, dẫn tới nạn đói lan rộng cùng với dịch bệnh đã làm dân số giảm từ khoảng 120 triệu xuống còn chừng 60 triệu người. Ước tính đã cướp đi mạng sống của ít nhất 1/3 dân số Trung Quốc.
Tại châu Âu, Thời kỳ ấm Trung cổ kết thúc vào khoảng cuối thế kỷ XIII đã kéo theo 1 giai đoạn lạnh giá được coi là "giai đoạn tiểu Băng hà" với những mùa đông kéo dài ảnh hưởng tới mùa màng. Đây là nguyên nhân chính dẫn tới Nạn đói lớn 1315-1317 ở Tây Bắc Âu, một lý do khác được coi là tác nhân của nạn đói này là sự bùng nổ dân số trong thế kỷ XIII, dân số tăng nhanh khiến cho vào đầu thế kỷ XIV nền nông nghiệp ở đây đã không còn đáp ứng được đủ nhu cầu lương thực của dân số. Khu vực chịu ảnh hưởng lớn nhất của sự thiếu hụt lương thực là vùng Bắc Âu, nơi đất đai kém màu mỡ hơn nhiều vùng bồn địa Địa Trung Hải. Hầu như tất cả các loại lương thực chính đều không đáp ứng đủ nhu cầu của người dân, kéo theo đó là tình trạng suy dinh dưỡng và giảm sức đề kháng, điều kiện lý tưởng để bệnh dịch lây lan. Nạn đói còn gây ra sự thiếu hụt về nguồn lực lao động khiến kinh tế các nước châu Âu lại càng suy giảm, cộng thêm vào đó là việc lãnh đạo phong kiến châu Âu như Edward III của Anh (khoảng 1327–1377) và Philippe VI của Pháp (khoảng 1328–1350), do sợ hãi rằng nguồn thu nhập của họ sẽ bị sút giảm, đã tăng mức tiền phạt và tiền thuê đất đối với tầng lớp thuê mướn. Hậu quả tất yếu là mức sống của người dân châu Âu ngày càng sút giảm trong khi các vấn đề về sức khỏe ngày càng gia tăng.
Mùa thu năm 1314, mưa lớn liên tục khiến mùa đông trong vài năm liền ở châu Âu trở nên lạnh lẽo và ẩm ướt. Nền nông nghiệp vốn đã yếu kém ở đây nay lại càng suy sụp, nạn đói xảy ra và kéo dài tới 7 năm đã giết chết chừng 10% dân số châu Âu, đây được coi là nạn đói khủng khiếp nhất trong lịch sử châu lục này. Nghiên cứu thu được từ việc xác định tuổi bằng vòng cây đã cho thấy một giai đoạn đình trệ của việc xây dựng cũng như thời tiết xấu ở thời điểm này.
Trong hoàn cảnh châu Âu suy sụp nặng nề cả về kinh tế và xã hội ấy, 1 đợt dịch thương hàn đã xảy ra như điềm báo trước cho đại dịch sắp tới, hàng nghìn người đã chết vì thương hàn tại các khu đô thị đông đúc, đặc biệt là ở Ypres. Năm 1318 tới lượt 1 đợt dịch không rõ nguồn gốc bùng nổ, đôi khi được cho là bệnh than, đã tấn công các đàn gia súc châu Âu như cừu, bò, khiến cho sản lượng lương thực càng sụt giảm.

## Hậu quả

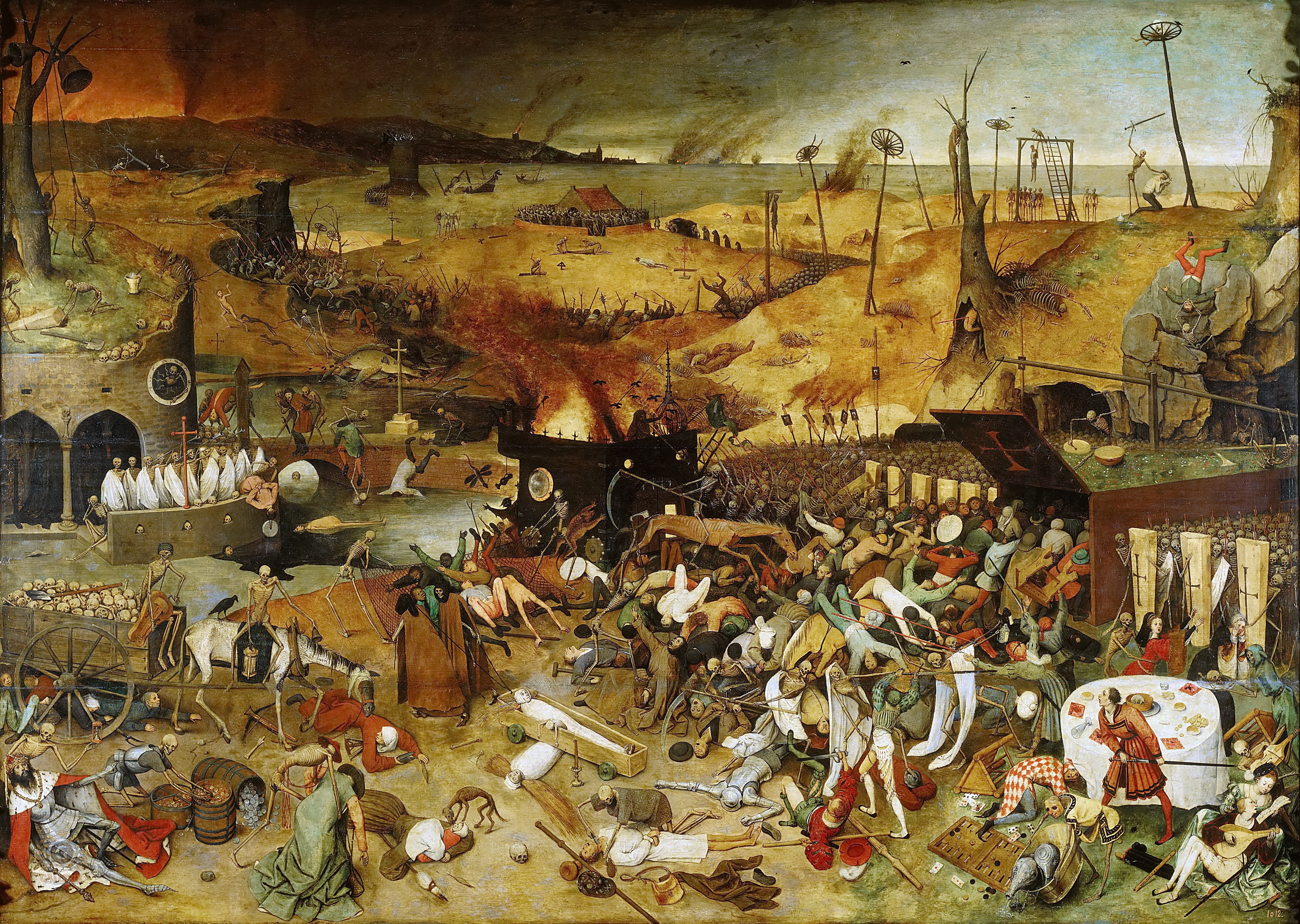
Bức Le Triomphe de la Mort ("Thần Chết Khải hoàn", vẽ khoảng 1562) của họa sĩ Phục hưng Pieter Bruegel phản ánh những biến động và sợ hãi mang tính toàn xã hội theo sau bệnh dịch hạch tàn phá châu Âu Trung Cổ.

Con số người thiệt mạng do đại dịch Cái Chết Đen thay đổi liên tục theo kết quả các cuộc nghiên cứu. Ước tính có chừng 75 - 200 triệu người là nạn nhân của đại dịch này trong thế kỷ XIV. Theo chuyên gia về lịch sử Trung Cổ Philip Daileader thì kết quả các cuộc nghiên cứu cho thấy chừng 45 - 50% dân số châu Âu chết trong vòng chỉ 4 năm, các quốc gia ở khu vực Địa Trung Hải như miền Nam nước Pháp, Tây Ban Nha, tỷ lệ dân số tử vong có lẽ lên tới 75 - 80% trong khi ở các nước phía Bắc như Đức hay Anh, con số này dừng lại ở chừng 20%. Tại khu vực Trung Đông gồm Iraq, Iran và Syria, số người chết trong Giai đoạn trung kỳ Hồi giáo là vào khoảng 1/3 dân số. Ước chừng 40% dân số Ai Cập đã chết trong lần đại dịch này.
Tại rất nhiều thành phố đông dân, tỷ lệ thiệt mạng đã vượt quá 50% dân số. Khoảng một nửa dân số Paris, tức 100.000 người, đã thiệt mạng vì Cái Chết Đen, đại dịch cũng khiến dân số thành phố Firenze ở Ý giảm từ chừng 120.000 người xuống còn 50.000 người vào năm 1338, ít nhất 60% dân số các thành phố Hamburg và Bremen đã thiệt mạng. So với khu vực thành phố thì người dân sống ở những vùng hẻo lánh lại chịu thiệt hại ít hơn, các tu viện và giới tăng lữ lại chịu thiệt hại đặc biệt nặng nề vì họ thường là người đứng ra chăm sóc các bệnh nhân của Cái Chết Đen. Đứng trước thảm họa này, triều đình các vương quốc châu Âu đã không đưa ra nổi 1 biện pháp đối phó nào vì họ không thể hiểu nổi nguyên nhân hoặc tìm ra cách thức lây lan của đại dịch.
Năm 1348, Cái Chết Đen lây lan nhanh tới mức giới cầm quyền và các bác sĩ không còn đủ thời gian để tìm hiểu bản chất của đại dịch. Họ thậm chí đã quay sang giả thiết rằng đại dịch này do các thế lực siêu nhiên, động đất hoặc việc người Do Thái đầu độc nguồn nước. Kết quả là cộng đồng người Do Thái ở châu Âu đã phải hứng chịu nhiều cuộc tấn công, ví dụ tháng 8/1349 cộng đồng người Do Thái ở Mainz và Köln đã bị tiêu diệt, tháng 2 cùng năm đó, những kẻ theo chủ nghĩa Vô Thần đã giết 2.000 người Do Thái ở Strasbourg, tổng cộng cho tới năm 1351 đã có 60 cộng đồng lớn và 150 cộng đồng nhỏ của người Do Thái bị phá hủy.
Tình trạng kinh tế và xã hội của châu Âu tan hoang trong đại dịch lại còn chịu ảnh hưởng từ chính sách cấm vận và thù địch lẫn nhau của các vương triều châu lục. Ví dụ người Anh không thể mua hạt giống từ Pháp do cấm vận, và nếu có mua được thì các con tàu buôn cũng thường bị cướp biển tấn công hoặc bị trộm cắp để đưa ra thị trường chợ đen. Năm 1337, ngay trước khi Cái Chết Đen bùng nổ, Anh và Pháp đã lao vào cuộc chiến sau này được biết đến với cái tên Chiến tranh Trăm Năm. Tất cả đã khiến châu Âu vào giữa thế kỷ XIV thực sự rơi vào thảm kịch cả về kinh tế và xã hội.